# 藁苞

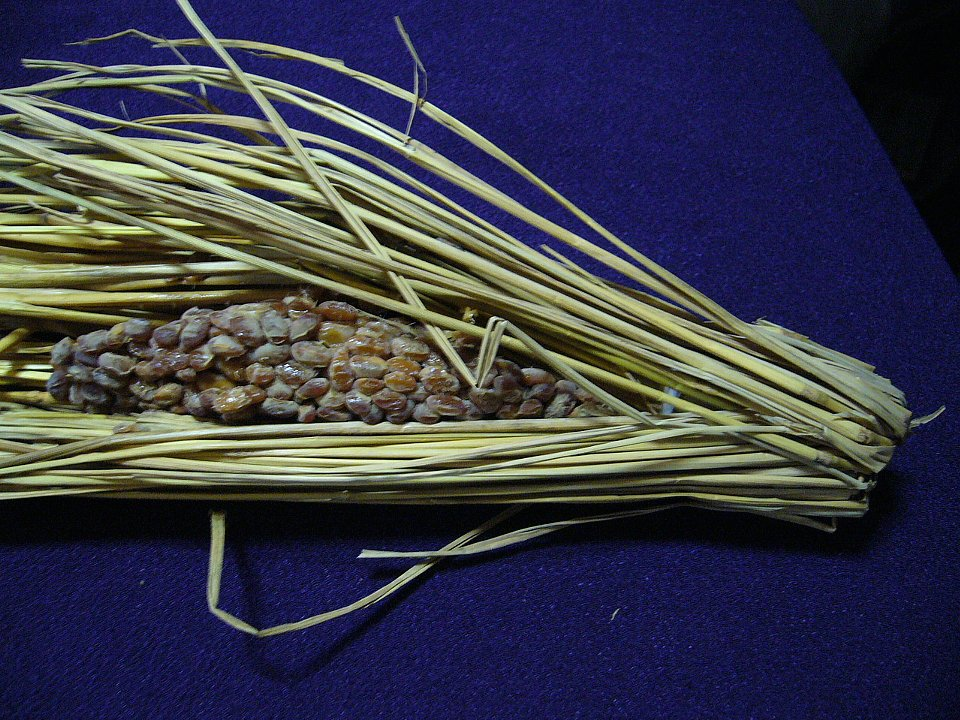
藁苞に包まれた納豆

藁苞（わらづと）は、藁を束ねて作られる包装。江戸時代に主に作られていた。また、その苞で包んだ土産物・贈り物のことでもある。

## 特徴
- 藁の束の両端を糸で縛って作られる。
- 納豆、野菜、卵を収めるのに使われる。

### 作り方
作り方は、下記の通り。
- ワラをスグッて、サッと水で湿らす
- 小量のワラを掴み、根元を揃え、下から30cm辺りで縛る
- 穂先部分を根元の方へ折り曲げ、そこを縛って安定させる
- 折り返し部分を平均にならし、根元部分を縛る
- はみ出し部分をハサミで切り落とし、完成